# Motnja propadanja čebeljih družin
Motnja propadanja čebeljih družin je nepojasnjeno izginevanje čebel delavk v družinah medonosne čebele. Pri tem čebele za seboj pustijo matico, čebeljo zalego in tudi vso zalogo hrane. V panju ali v njegovi bližini v takih primerih ni mrtvih odraslih čebel. V splošni rabi se izraz pojavlja tudi pri imenovanju raznoraznih drugih motenj v družinah, vendar je pravilna raba le opisovanje nenadnega izginotja delavk.

## Zgodovina
Čebele so na podoben način izginjale že od začetkov čebelarstva naprej, pojav pa je nosil veliko različnih imen, kot so izginjanje čebel, majska bolezen, jesensko propadanje ipd. Prvič je bil pojav znanstveno opisan leta 1869, konec leta 2006 pa so ga poimenovali z imenom motnja propadanja čebeljih družin (angleško colony collapse disorder ali CCD). Uveljavitev imena je tesno povezana z drastičnim povečanjem izginjanja medonosnih čebel iz panjev v Severni Ameriki. O podobnem porastu izginjanja čebel so nekoliko kasneje začeli poročati tudi čebelarji iz Belgije, Francije, Nizozemske, Grčije, Italije, Portugalske in Španije, v nekoliko manjšem obsegu pa tudi čebelarji iz Švice in Nemčije Leta 2009 so s Severne Irske poročali o polovičnem upadu števila čebeljih družin zaradi tega pojava.
Proti koncu 2010. let je težava izzvenela, pri čemer še vedno niso povsem jasni vzroki ne za pojav, ne za njegov konec.

## Možni vzroki

### Pesticidi
Izsledki in situ študije iz leta 2012 so dokazali, da so čebele, ki so bile izpostavljene majhnim dozam imidakloprida v koruznem sirupu, s katerim so bile hranjene, po 23 tednih izkazovale simptome motnje procadanje čebeljih družin. Raziskovalci so v študijo zapisali, da obstaja velika verjetnost zakasnelega umiranja čebel, ki so bile hranjene s takšnim sirupom.
Raziskave iz leta 2013 so pokazale možnost vpliva neonikotinoidov, kot sta imidakloprid in klotianidin, na zmanjšano imunsko odpornost čebel proti virusom, kar bi prav tako lahko privedlo do tega, da čebele na poti do hrane pomrejo.
Marca 2013 sta bili objavljeni dve dodatni študiji, v katerih je bilo dokazano, da izpostavljenost čebel neonikotinoidom vpliva na kratkoročni in dolgoročni spomin, kar bi lahko vplivalo na to, da čebele ne najdejo več poti nazaj v panj.